# G (架空の人物)
"G"（ジー）は、ザ・ハウス・オブ・ザ・デッドシリーズ（以下、HODシリーズ）に登場する架空の人物で、同シリーズの主人公。

## 概要
年齢は不明、本名も不明など、HODシリーズで最も謎が多い主人公。コードネームはSILVER FANG。
喜怒哀楽がほぼ無く、沈着冷静。｢目的を果たすためなら、どんな手段も正当化される｣というデジタルな思考の持ち主であるが、1998年のキュリアン邸事件（HOD）、2000年のゴールドマン事件（HOD2）、とリサの誕生、2003年の世界崩壊（HOD4）、そして年をとった影響などで思考が変わっている。
前述のとおり、年齢や本名は不明だが、年齢はトーマス・ローガンと同年齢という説や35歳から40歳説が存在する。本名は、HODオーバーキルにて寝言ではあるが、Gの本名らしき台詞が出ている。
カントリー曲が好きということがHODオーバーキルで明らかになった。
射撃能力に優れている。

## 来歴・関わった事件

### パパ・シーザー事件
- 『ザ・ハウス・オブ・ザ・デッド オーバーキル』（2009年発売）

AMSアカデミーで訓練し、トップの成績で卒業。事件解決のために今作の事件に介入する。 因みに当時のGは何故かサングラスを掛けている。又、性格が一作目以後よりクールであるが、それを元にアイザック・ワシントンにツッコミを入れて漫才をするシーンが存在する。
屋敷の前で偶然出会ったアイザックとは一時険悪な展開があったものの、何とか力を合わせてこの事件を解決する。

### キュリアン邸事件
- 『ザ・ハウス・オブ・ザ・デッド』（1996年発売）

当時31～40歳。トーマス・ローガンのパートナーとして登場。DBR研究所に派遣される前はDr.キュリアンの不審な行動を監視していたことが発覚。ローガンとともにキュリアン邸に潜入、苦戦を強いられるもこの事件を解決。この事件をきっかけに彼の心に影響を与えることになる。

### ゴールドマン事件
- 『ザ・ハウス・オブ・ザ・デッド 2』（1998年発売）

当時33～42歳。2000年、DBRコーポレーションの最高業務執行者カレッブ・ゴールドマンの行動を調査中、ベニスに溢れるゾンビの群れにより負傷。荒らされた図書館の中で、ジェームズとゲイリーにGのDBRコーポレーションのアンデッド計画のレポート（劇中では『G's File』、ボスの弱点が書かれている）を渡す。グッドエンディングに於けるローガンの台詞から､最終的には命を取り留めた事が判明。

### ロンドン事件
- 『ザ・ハウス・オブ・ザ・デッド 4』（2005年発売）

当時36～45歳。エンディングで『III』の姿でカメオ出演。本作ではゴールドマン事件のその後を監視していたようで単身ロンドンに飛び、そこで大地震に巻き込まれる。生還した彼はゴールドマンビルの陸橋でケイトと再会（それらは『4SP』で描かれることとなる。また『4SP』では『III』の姿ではなく『4SP』オリジナルの姿で登場。）。

### EFI研究所事件
- 『ザ・ハウス・オブ・ザ・デッド III』（2003年発売）

当時52～61歳。リサのパートナーとしてローガンを探しにEFI研究所に向かう。リサのローガンに対する愚痴を気にするところから性格が変わっている。 エンディングでローガンとともに脱出。

## その他の出演作品
- 『サムライ&ドラゴンズ』で、Gがカードになって登場[4]。
- 『ゾンビリベンジ』のChapter1最初のシーンで、Gがパソコン画面のアイコンとしてカメオ出演している。